# Championnat d'Angleterre féminin de football 2021-2022
Navigation
FA WSL 2020-2021 FA WSL 2022-2023
Le Championnat d'Angleterre féminin de football 2021-2022, en anglais FA WSL 2021-2022 est la douzième saison du Championnat d'Angleterre féminin de football. Chelsea est le tenant du titre. Les trois premières équipes au classement sont qualifiées pour la Ligue des champions. La dernière est reléguée en deuxième division.

## Participants
| \| Arsenal Man. City Aston Villa Everton Chelsea Birmingham City Leicester City Reading West Ham Brighton & Hove Albion Man. Utd Tottenham \| Localisation des clubs engagés dans le championnat. |
| Arsenal Man. City Aston Villa Everton Chelsea Birmingham City Leicester City Reading West Ham Brighton & Hove Albion Man. Utd Tottenham                                                           |

| Club                   | Localisation         | Stade                | Capacité | Classement 2020-2021 |
| ---------------------- | -------------------- | -------------------- | -------- | -------------------- |
| Arsenal                | Borehamwood          | Meadow Park          | 4 502    | 3e                   |
| Aston Villa            | Walsall              | Bescot Stadium       | 11 000   | 11e                  |
| Birmingham City        | Birmingham           | St Andrew's          | 29 409   | 10e                  |
| Brighton & Hove Albion | Crawley              | Broadfield Stadium   | 6 134    | 6e                   |
| Chelsea                | Kingston upon Thames | Kingsmeadow          | 4 850    | 1re                  |
| Everton                | Liverpool            | Walton Hall Park     | 2 200    | 5e                   |
| Leicester City         | Quorn                | Farley Way Stadium   | 1 400    | 1er D2               |
| Manchester City        | Manchester           | Academy Stadium      | 7 000    | 2e                   |
| Manchester United      | Manchester           | Leigh Sports Village | 12 000   | 4e                   |
| Reading                | Reading              | Madejski Stadium     | 24 161   | 7e                   |
| Tottenham              | Canons Park          | The Hive Stadium     | 6 500    | 8e                   |
| West Ham United        | Dagenham             | Victoria Road        | 6 078    | 9e                   |

Légende des couleurs
- Qualifié pour la Ligue des champions 2021-2022
- Promu de Championship 2020-2021

## Compétition

### Classement
Le classement est calculé avec le barème de points suivant : une victoire vaut trois points, le match nul un et la défaite zéro.
Les critères utilisés pour départager en cas d'égalité au classement sont les suivants :
1. différence entre les buts marqués et les buts concédés sur la totalité des matchs joués dans le championnat ;
2. plus grand nombre de buts marqués sur la totalité des matchs joués dans le championnat.

| Rang | Équipe                 | Pts | J  | G  | N | P  | Bp | Bc | Diff |
| ---- | ---------------------- | --- | -- | -- | - | -- | -- | -- | ---- |
| 1    | Chelsea T C            | 56  | 22 | 18 | 2 | 2  | 62 | 11 | +51  |
| 2    | Arsenal                | 55  | 22 | 17 | 4 | 1  | 65 | 10 | +55  |
| 3    | Manchester City L      | 47  | 22 | 15 | 2 | 5  | 60 | 22 | +38  |
| 4    | Manchester United      | 42  | 22 | 12 | 6 | 4  | 45 | 22 | +23  |
| 5    | Tottenham Hotspur      | 32  | 22 | 9  | 5 | 8  | 24 | 23 | +1   |
| 6    | West Ham United        | 27  | 22 | 7  | 6 | 9  | 23 | 33 | -10  |
| 7    | Brighton & Hove Albion | 26  | 22 | 8  | 2 | 12 | 24 | 38 | -14  |
| 8    | Reading                | 25  | 22 | 7  | 4 | 11 | 21 | 40 | -19  |
| 9    | Aston Villa            | 21  | 22 | 6  | 3 | 13 | 13 | 40 | -27  |
| 10   | Everton                | 20  | 22 | 5  | 5 | 12 | 18 | 41 | -23  |
| 11   | Leicester City P       | 13  | 22 | 4  | 1 | 17 | 14 | 53 | -39  |
| 12   | Birmingham City        | 11  | 22 | 3  | 2 | 17 | 15 | 51 | -36  |

| Légende : | Légende : |
| --------- | --- |
|           | Qualifié pour la phase de groupes de la Ligue des champions 2022-2023 |
|           | Qualifié pour le deuxième tour de qualification de la Ligue des champions 2022-2023 |
|           | Qualifié pour le premier tour de qualification de la Ligue des champions 2022-2023 |
|           | Relégué en Women Championship |
|           | T : Tenant du titre C : Vainqueur de la Coupe d'Angleterre L : Vainqueur de la Coupe de la Ligue Pts points ; G victoires ; N match nuls ; P défaites Bp buts marqués ; Bc buts encaissés ; Diff différence de buts |

### Résultats
| Résultats (▼dom., ►ext.)                                   | ARS | AST | BIR | BGT | CHE | EVE | LEI | MNC | MUN | REA | TOT | WHU |
| Arsenal                                                    |     | 7-0 | 4-2 | -   | 3-2 | 3-0 | 4-0 | 5-0 | 1-1 | 4-0 | 3-0 | 4-0 |
| Aston Villa                                                | 0-4 |     | -   | 0-1 | 0-1 | 0-1 | 2-1 | 0-3 | 0-0 | 1-1 | 1-2 | 1-2 |
| Birmingham City                                            | 2-0 | 0-1 |     | 0-5 | 0-1 | 0-0 | 1-2 | 2-3 | 0-2 | 0-3 | 0-2 | 0-1 |
| Brighton & Hove Albion                                     | 0-3 | 0-1 | 1-3 |     | -   | -   | 1-0 | 0-6 | 0-2 | 4-1 | 2-0 | 2-0 |
| Chelsea                                                    | 0-0 | 1-0 | 5-0 | 3-1 |     | 4-0 | -   | 1-0 | -   | 5-0 | 2-1 | -   |
| Everton                                                    | 0-3 | 0-2 | 3-1 | 0-1 | 0-3 |     | 3-2 | 0-4 | 1-1 | 1-2 | 2-2 | 1-1 |
| Leicester City                                             | 0-5 | 1-2 | 2-0 | 1-0 | 0-9 | 0-1 |     | 1-4 | 1-3 | 0-0 | 0-2 | 3-0 |
| Manchester City                                            | 1-1 | 5-0 | 6-0 | 7-2 | 0-4 | 4-0 | 4-0 |     | 1-0 | 2-0 | 1-2 | 0-2 |
| Manchester United                                          | 0-2 | 5-0 | 5-0 | 1-0 | 1-6 | 3-1 | -   | 2-2 |     | 2-0 | 3-0 | 3-0 |
| Reading                                                    | 0-4 | 3-0 | 3-2 | 2-0 | 1-0 | 0-3 | 1-0 | 4-0 | 1-3 |     | 0-0 | 1-2 |
| Tottenham                                                  | 1-1 | 0-1 | 1-0 | 4-0 | 1-3 | 1-0 | -   | 0-1 | 1-1 | 1-0 |     | 1-1 |
| West Ham United                                            | -   | 1-1 | 1-1 | 0-2 | 1-4 | 3-0 | 4-0 | 0-2 | 1-1 | 2-2 | 1-0 |     |
| - Victoire à domicile - Match nul - Victoire à l'extérieur |     |     |     |     |     |     |     |     |     |     |     |     |

## Statistiques
Mise à jour le 2 mai 2022.

### Meilleures buteuses
| Rg | Joueuse          | Club              | Buts |
| -- | ---------------- | ----------------- | ---- |
| 1. | Sam Kerr         | Chelsea           | 18   |
| 2. | Vivianne Miedema | Arsenal           | 14   |
| 3. | Beth Mead        | Arsenal           | 10   |
| 4. | Alessia Russo    | Manchester United | 9    |
| 5. | Lauren Hemp      | Manchester City   | 8    |
| 5. | Bethany England  | Chelsea           | 8    |
| 5. | Khadija Shaw     | Manchester City   | 8    |
| 5. | Leah Galton (en) | Manchester United | 8    |

### Meilleures passeuses
| Rg | Joueuse          | Club              | P. d. |
| -- | ---------------- | ----------------- | ----- |
| 1. | Vivianne Miedema | Arsenal           | 7     |
| 1. | Ella Toone       | Manchester United | 7     |
| 3. | Katie McCabe     | Arsenal           | 6     |
| 4. | Ji So-Yun        | Chelsea           | 5     |
| 4. | Fran Kirby       | Chelsea           | 5     |
| 4. | Beth Mead        | Arsenal           | 5     |

### Gardiennes
| Rg | Joueuse            | Club              | C.s. |
| -- | ------------------ | ----------------- | ---- |
| 1. | Manuela Zinsberger | Arsenal           | 11   |
| 2. | Mary Earps         | Manchester United | 10   |
| 3. | Ann-Katrin Berger  | Chelsea           | 9    |
| 4. | Grace Moloney      | Reading           | 7    |
| 5. | Zećira Mušović     | Chelsea           | 6    |
| 5. | Ellie Roebuck      | Manchester City   | 6    |
| 5. | Megan Walsh        | Brighton & Hove   | 6    |

| Rg | Joueuse          | Club            | Arrêts |
| -- | ---------------- | --------------- | ------ |
| 1. | Megan Walsh      | Brighton & Hove | 71     |
| 2. | Hannah Hampton   | Aston Villa     | 61     |
| 3. | Mackenzie Arnold | West Ham        | 59     |
| 4. | Sandy MacIver    | Everton         | 55     |
| 5. | Grace Moloney    | Reading         | 50     |

## Bilan de la saison
| Championnat d'Angleterre féminin de football 2021-2022                    |                                         |
| Champion                                                                  | Chelsea Ladies Football Club (5e titre) |
| Dauphin                                                                   | Arsenal Women Football Club             |
| Coupes et trophées                                                        |                                         |
| Vainqueur de la Coupe d'Angleterre 2021-2022                              | Chelsea Ladies Football Club            |
| Vainqueur de la Coupe de la Ligue anglaise féminine de football 2021-2022 | Manchester City                         |
| Qualifications continentales                                              |                                         |
| Ligue des champions féminine de l'UEFA 2021-2022                          | Chelsea Ladies Football Club            |
| Ligue des champions féminine de l'UEFA 2021-2022                          | Arsenal Women Football Club             |
| Ligue des champions féminine de l'UEFA 2021-2022                          | Manchester City Women's Football Club   |
| Promotions et relégations                                                 |                                         |
| Promus en Women Super League                                              | Liverpool Football Club Women           |
| Relégués en Women Championship                                            | Birmingham City Ladies Football Club    |

## Distinctions personnelles

### Joueuses du mois
| Mois       | Joueuse élue             | Autres joueuses nommées |
| ---------- | ------------------------ | --- |
| Septembre, | Beth Mead (Arsenal)      | Vivianne Miedema (Arsenal), Remi Allen (Aston Villa), Inessa Kaagman (Brighton), Sam Kerr et Fran Kirby (Chelsea), Shelina Zadorsky (Tottenham) |
| Octobre,   | Katie McCabe (Arsenal)   | Kim Little (Arsenal), Fran Kirby (Chelsea), Kirstie Levell (Leicester), Hannah Blundell (Man. United), Yui Hasegawa (West Ham)                  |
| Novembre   | Jessie Fleming (Chelsea) | |

### Entraîneurs du mois
| Mois       | Entraîneur élu           | Autres entraîneurs nommés                             |
| ---------- | ------------------------ | ----------------------------------------------------- |
| Septembre, | Jonas Eidevall (Arsenal) | Carla Ward (Aston Villa), Rehanne Skinner (Tottenham) |
| Octobre,   | Jonas Eidevall (Arsenal) | Emma Hayes (Chelsea), Olli Harder (West Ham)          |
| Novembre   | Kelly Chambers (Reading) |                                                       |